# Indian Village
Indian Village és una població dels Estats Units a l'estat d'Indiana. Segons el cens del 2000 tenia 144 habitants.

## Demografia
Segons el cens del 2000, Indian Village tenia 144 habitants, 59 habitatges, i 40 famílies. La densitat de població era de 556 habitants/km².
Dels 59 habitatges en un 23,7% hi vivien nens de menys de 18 anys, en un 61% hi vivien parelles casades, en un 1,7% dones solteres, i en un 32,2% no eren unitats familiars. En el 23,7% dels habitatges hi vivien persones soles el 5,1% de les quals corresponia a persones de 65 anys o més que vivien soles. El nombre mitjà de persones vivint en cada habitatge era de 2,44 i el nombre mitjà de persones que vivien en cada família era de 2,78.
Per edats la població es repartia de la següent manera: un 18,1% tenia menys de 18 anys, un 9% entre 18 i 24, un 22,9% entre 25 i 44, un 32,6% de 45 a 60 i un 17,4% 65 anys o més.
L'edat mediana era de 45 anys. Per cada 100 dones de 18 o més anys hi havia 100 homes.
La renda mediana per habitatge era de 43.750$ i la renda mediana per família de 59.375$. Els homes tenien una renda mediana de 34.375$ mentre que les dones 25.000$. La renda per capita de la població era de 18.791$. Cap de les famílies i el 4,3% de la població estaven per davall del llindar de pobresa.

## Poblacions més properes
El següent diagrama mostra les poblacions més properes.